# Moderner Fünfkampf bei den Olympischen Spielen
Der Moderne Fünfkampf ist eine Mehrkampfsportart, die auf einer Idee von Pierre de Coubertin beruht. Er entwickelte die Sportart in Anlehnung des Pentathlons bei den Olympischen Spielen der Antike um 1909. Der Moderne Fünfkampf hatte seine olympische Premiere bei den nächsten Spielen 1912 in Stockholm.
Der militärische Charakter der Sportart sollte auf Wunsch Coubertins die Offiziere in aller Welt auf die Olympischen Spiele aufmerksam machen.

## Übersicht der Wettbewerbe
Es gibt bei Olympischen Spielen im Modernen Fünfkampf je einen Wettbewerb für Männer und Frauen. Seit Sydney 2000 starten Frauen in der Sportart. Der Moderne Fünfkampf besteht aus Schwimmen, Degenfechten, Springreiten und einen kombinierten Querfeldeinlauf mit Schießen (wie beim Biathlon). Bis 2008 wurde der Lauf und das Schießen getrennt ausgetragen.
| Wettbewerb             | 96 | 00 | 04 | 06 | 08 | 12 | 20 | 24 | 28 | 32 | 36 | 48 | 52 | 56 | 60 | 64 | 68 | 72 | 76 | 80 | 84 | 88 | 92 | 96 | 00 | 04 | 08 | 12 | 16 | 20 | 24 | 28 | 32 | Gesamt |
| ---------------------- | -- | -- | -- | -- | -- | -- | -- | -- | -- | -- | -- | -- | -- | -- | -- | -- | -- | -- | -- | -- | -- | -- | -- | -- | -- | -- | -- | -- | -- | -- | -- | -- | -- | ------ |
| Einzel – Männer        |    |    |    |    |    | •  | •  | •  | •  | •  | •  | •  | •  | •  | •  | •  | •  | •  | •  | •  | •  | •  | •  | •  | •  | •  | •  | •  | •  | •  | •  |    |    | 26     |
| Mannschaft – Männer    |    |    |    |    |    |    |    |    |    |    |    |    | •  | •  | •  | •  | •  | •  | •  | •  | •  | •  | •  |    |    |    |    |    |    |    |    |    |    | 11     |
| Einzel – Frauen        |    |    |    |    |    |    |    |    |    |    |    |    |    |    |    |    |    |    |    |    |    |    |    |    | •  | •  | •  | •  | •  | •  | •  |    |    | 7      |
| Anzahl der Wettbewerbe |    |    |    |    |    | 1  | 1  | 1  | 1  | 1  | 1  | 1  | 2  | 2  | 2  | 2  | 2  | 2  | 2  | 2  | 2  | 2  | 2  | 1  | 2  | 2  | 2  | 2  | 2  | 2  | 2  |    |    | 44     |

### Winter-Pentathlon
Bei den Olympischen Winterspielen 1948 wurde als winterliche Entsprechung zum Modernen Fünfkampf einmalig auch ein Winter-Pentathlon als Demonstrationssportart ausgetragen. Der Wettbewerb umfasste 10 km Skilanglauf, Pistolenschießen mit 4×5 Schuss auf 25 m, Abfahrtslauf, Degenfechten und einen Geländeritt im Schnee. Das IOC entschied sich aber, den Biathlon als winterlichen Mehrkampf als olympischen Wettbewerb zu etablieren.

## Ewiger Medaillenspiegel
Stand: 2024
| Rang | Land                               | Gold  | Silber | Bronze | Gesamt |
| ---- | ---------------------------------- | ----- | ------ | ------ | ------ |
| 1    | / Ungarn                           | 10    | 8      | 6      | 24     |
| 2    | Schweden                           | 9     | 7      | 5      | 21     |
| 3    | Sowjetunion (davon Vereintes Team) | 6 (–) | 6 (1)  | 5 (1)  | 17 (2) |
| 4    | Großbritannien                     | 4     | 2      | 3      | 9      |
| 5    | Russland                           | 4     | 1      | –      | 5      |
| 6    | Polen                              | 3     | –      | 1      | 4      |
| 7    | / Italien                          | 2     | 2      | 4      | 8      |
| 8    | / Deutschland                      | 2     | –      | 1      | 3      |
| 9    | Litauen                            | 1     | 3      | 1      | 5      |
| 10   | Ägypten                            | 1     | 1      | –      | 2      |
| 11   | Tschechische Republik              | 1     | –      | 1      | 2      |
| 12   | Kasachstan                         | 1     | –      | –      | 1      |
| 12   | Australien                         | 1     | –      | –      | 1      |
| 14   | Vereinigte Staaten                 | –     | 6      | 3      | 9      |
| 15   | Frankreich                         | –     | 2      | 2      | 4      |
| 16   | Finnland                           | –     | 1      | 4      | 5      |
| 17   | Tschechoslowakei                   | –     | 1      | 1      | 2      |
| 19   | Japan                              | –     | 1      | –      | 1      |
|      | Lettland                           | –     | 1      | –      | 1      |
|      | Ukraine                            | –     | 1      | –      | 1      |
|      | China                              | –     | 1      | –      | 1      |
| 23   | Belarus                            | –     | –      | 2      | 1      |
|      | Südkorea                           | –     | –      | 2      | 2      |
| 25   | Brasilien                          | –     | –      | 1      | 1      |
|      | Mexiko                             | –     | –      | 1      | 1      |